# Pierrefonds
Pierrefonds is een gemeente in het Franse departement Oise (regio Hauts-de-France). De plaats maakt deel uit van het arrondissement Compiègne. Pierrefonds telde op 1 januari 2022 1.888 inwobers.
De gemeente wordt gedomineerd door het kasteel van Pierrefonds. Dit kasteel werd in 1617 op bevel van kardinaal Richelieu ontmanteld, maar werd van 1857 tot 1885 in opdracht van keizer Napoleon III door Viollet-le-Duc gerestaureerd in een romantische middeleeuwse stijl. Het kasteel is tevens gebruikt in verschillende films en series, waaronder de BBC serie Merlin.

## Geografie
De oppervlakte van Pierrefonds bedroeg op 1 januari 2022 22,32 vierkante kilometer; de bevolkingsdichtheid was toen 84,6 inwoners per km².

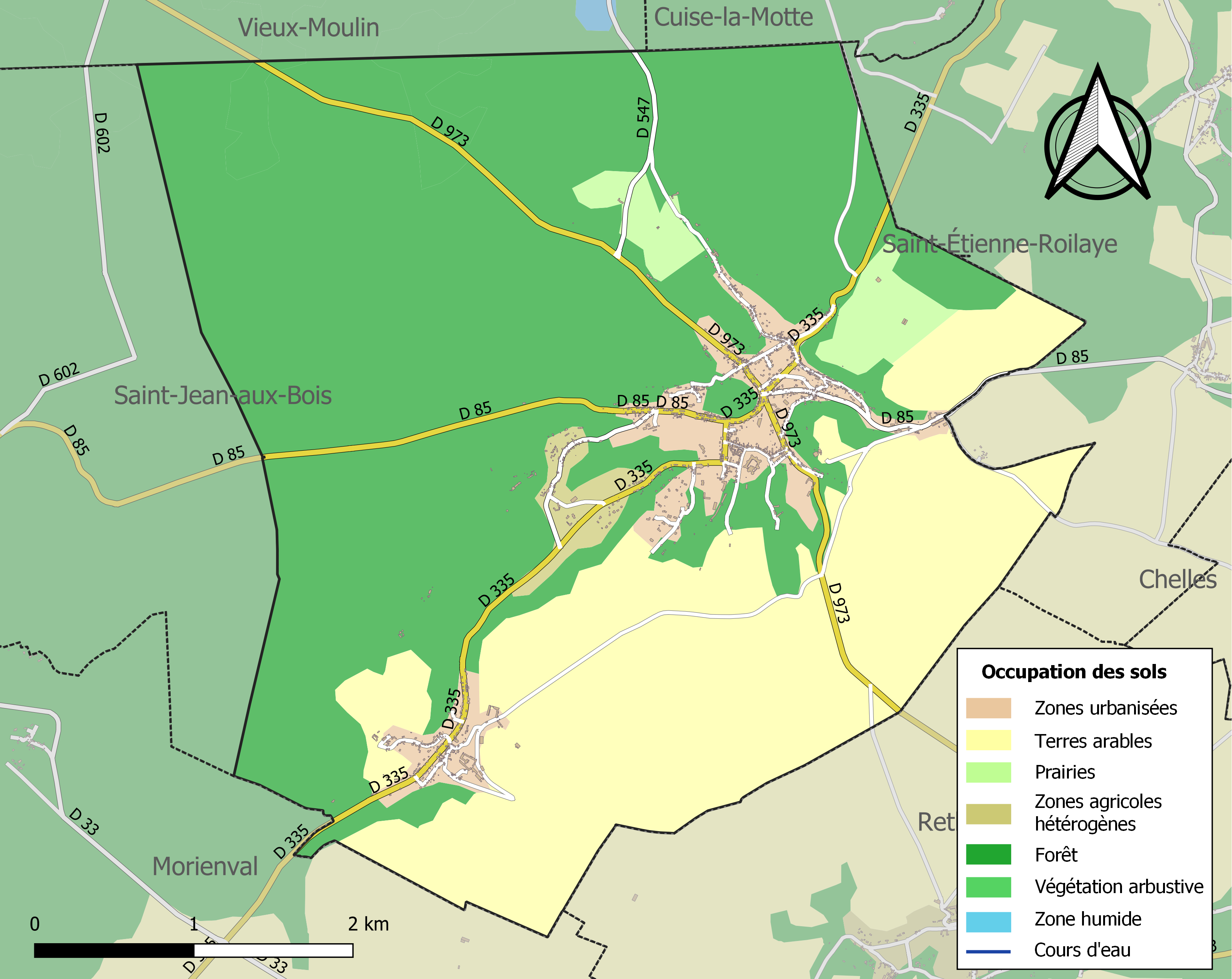
Kaart van de gemeente met belangrijkste infrastructuur, bodemgebruik en omliggende gemeenten

## Verkeer en vervoer
In de gemeente ligt het gesloten spoorwegstation Pierrefonds.

## Demografie
Onderstaande figuur toont het verloop van het inwonertal (bron: INSEE-tellingen).